# Ван Димен, Антони
Антони ван Димен (нидерл. Antonio van Diemen, Antonie van Diemen; 1593, Кулемборг — 19 апреля 1645, Батавия) — девятый генерал-губернатор Голландской Ост-Индии.

## Биография
О ранних годах жизни ван Димена известно мало. Родился он в 1593 году в Кулемборге, в семье Мееуса Антониша ван Димена (нидерл. Meeus Anthonisz van Diemen) и Кристины Хувенар (нидерл. Christina Hoevenaar). в 1616 году переехал в Амстердам, занимался торговлей, но обанкротился, поэтому был вынужден, год спустя, устроиться в Голландскую Ост-Индскую компанию. По поручению компании он отправился в плавание в Голландскую Ост-Индию, минуя Маврикий.
В 1626 году Антони ван Димен, по рекомендации генерал-губернатора Яна Питерсзона Куна, стал генеральным управляющим компании по коммерции, а также членом Совета Ост-Индии. В 1630 году он женился на Марии ван Эльст (нидерл. Maria van Aelst), на следующий год, вместе с женой, возвратился в Амстердам на корабле «Девентер» (нидерл. Deventer), однако, уже в 1632 году опять переехал в Батавию.
С 1 января 1636 года вступил в должность генерал-губернатора голландской Ост-Индии. Его девятилетний период управления был весьма успешным в истории колонии. Ван Димен заключил выгодный договор с королём тернатским, захватил португальские владения на Цейлоне и Малакке, заставил вице-короля Гоа и короля Фарса заключить мир.
В 1639—1640 годах Ван Дименом была направлена экспедиция на поиски «золотых и серебряных островов», которые должны были располагаться в северной части Тихого океана, к востоку от Японии, но они не принесли успеха.
В 1642 году Ван Димен послал экспедицию на поиски новых земель под руководством Абеля Тасмана, который открыл к югу от Австралии остров, названный им Вандименовой Землёй. Правда, в 1855 году остров переименовали в честь его первооткрывателя.
Умер Антони ван Димен 19 апреля 1645 года в Батавии. Его вдова, Мария ван Димен, получив от Голландской Ост-Индской компании большую пенсию, возвратилась в Нидерланды.
В честь Антони ван Димена также назван залив в Арафурском море. В честь его жены Марии, названы мыс Марии ван Димен (самая западная точка Северного острова Новой Зеландии) и остров у берегов Тасмании.